# MyHeritage
MyHeritage is een online platform voor genealogie met softwareproducten en -diensten voor online en mobiel gebruik. Het platform wordt sinds 2003 ontwikkeld en gepopulariseerd door het Israëlische bedrijf MyHeritage.  Gebruikers van het platform kunnen onder meer stambomen maken, foto's uploaden en bekijken en meer dan 12,5 miljard historische gegevens doorzoeken. Het platform ondersteunt sinds 2020 42 talen en heeft wereldwijd meer dan 50 miljoen gebruikers die circa 52 miljoen familiestambomen hebben gemaakt. In 2016 werd onder de naam Myheritage DNA een dienst voor genetische tests gestart die etniciteit indicaties en DNA-matchingdiensten aanbiedt. Het hoofdkantoor is gevestigd in Or Yehuda, Israël, met extra kantoren in Tel Aviv en in de Verenigde Staten in Lehi en Burbank.

## Geschiedenis

### 2003–2007: Oprichting en beginjaren

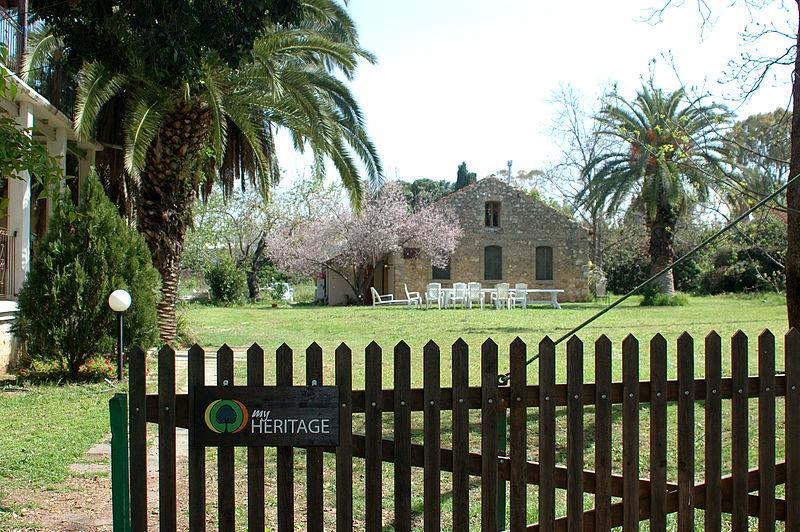
Het oorspronkelijke kantoor van MyHeritage in het dorp Bnei Atarot in Israël.

MyHeritage is in 2003 opgericht door Gilad Japhet (nog steeds de CEO van het bedrijf). Japhet startte het bedrijf vanuit zijn huiskamer in Bnei Atarot, Israël. De boerderij in Bnei Atarot bleef lange tijd fungeren als het hoofdkantoor voor MyHeritage, een onderneming die in de beginjaren bijna volledig uit eigen middelen was gefinancierd maar in 2005 fondsen van business angels weet te verwerven. Het bedrijfsmodel veranderde van volledig gratis in freemium.
De gebruikers moesten aanvankelijk hun genealogische informatie vanuit de software op hun desktop naar MyHeritage uploaden. De gegevens konden online worden bekeken maar niet worden gewijzigd. In 2006 introduceerde MyHeritage nieuwe functies, waaronder gezichtsherkenning om gelaatstrekken in een fotodatabase te herkennen en personen met elkaar te linken. In december 2006 verwierf het bedrijf Pearl Street Software, de makers van stamboomsoftware (Family Tree Legends) en een website om stambomen te publiceren (GenCircles) met meer dan 160 miljoen profielen en 400 miljoen openbare registers.
In 2007 beschikte MyHeritage over 150.000 stambomen, 180 miljoen profielen, 100 miljoen foto's en 17,2 miljoen gebruikers wereldwijd. Het platform was beschikbaar in 17 talen. Het bedrijf startte ook met het aanbieden van een nieuwe webgebaseerde functie waarmee gebruikers hun genealogische gegevens direct naar de website van MyHeritage konden uploaden. MyHeritage ontving ook 9 miljoen dollar aan investeringen, waarvan de helft afkomstig was van Accel.

### 2008–2012: acquisities en uitbreiding
In 2008 haalde MyHeritage 15 miljoen dollar op bij een groep investeerders die onder meer bestond uit Index Ventures en Accel. Op dat moment was de website uitgegroeid tot 260 miljoen profielen, 25 miljoen gebruikers, 230 miljoen foto's en 25 ondersteunde talen. Snel na deze investeringsronde verwierf MyHeritage Kindo, een stamboomservice uit de UK. In 2009 startte het bedrijf een nieuwe versie van Family Tree Builder, gratis genealogiesoftware die onder meer synchronisatie met de website mogelijk maakte.
In 2010 verwierf het bedrijf de in Duitsland gevestigde OSN Group, bestaande uit 7 verschillende genealogiewebsites. Onder de websites in het OSN-netwerk bevonden zich Verwandt.de in Duitsland, Moikrewni.pl in Polen en Dynastree.com in de Verenigde Staten. Door de overname kwam MyHeritage in het bezit van diverse nieuwe functies (zoals heraldiek, stambomen samenvoegen en een optie om met mobiele toepassingen te beginnen) en een totaal van 540 miljoen profielen, 47 miljoen actieve gebruikers en 13 miljoen stambomen. Toen MyHeritage in 2011 de Poolse genealogiewebsite Bliscy.pl verwierf, stegen deze aantallen tot 760 miljoen profielen en 56 miljoen gebruikers.
Andere acquisities in 2011 waren het Nederlandse familienetwerk Zooof, de back-upservice BackupMyTree, opgezet om tot 9 terabytes aan offline familiegeschiedenis te back-uppen en FamilyLink, ontwikkelaar van websites voor familiegeschiedenis en eigenaar van een grote database met historische gegevens (WorldVitalRecords.com, met volkstellinggegevens, geboorte-, huwelijks- en overlijdensaktes en een omvangrijk krantenarchief). Tegen het einde van 2011 telde MyHeritage 60 miljoen gebruikers, 900 miljoen profielen en 21 miljoen stambomen en was het platform beschikbaar in 38 talen. Ook startte het bedrijf in dat jaar de eerste versie van zijn mobiele app voor iOS- en Android-apparaten.
In 2012 passeerde MyHeritage de mijlpaal van 1 miljard profielen. Ook werden er verschillende nieuwe functies gestart, waaronder SuperSearch, een zoekmachine voor miljarden historische gegevens, en Record Matching, een technologie die de historische gegevens van MyHeritage automatisch vergelijkt met de profielen op de site en gebruikers waarschuwt als er een match wordt gevonden met een verwant in hun stamboom.
In november 2012 verwierf MyHeritage een van zijn grootste concurrenten, Geni.com. Alle werknemers van Geni werden behouden en het bedrijf werd onder eigen vlag voortgezet in Los Angeles, CA, Verenigde Staten. In 2016 opereerden MyHeritage en Geni nog steeds gescheiden. Geni is in 2007 opgericht door David Sacks en is een genealogiewebsite die zich richt op het bouwen van een wereldwijde stamboom. ( MyHeritage richt zich op archieven en het verzamelen van niet-samenvoegende, individuele stambomen). Door de overname werden er 7 miljoen nieuwe gebruikers aan MyHeritage toegevoegd, waardoor het totale aantal leden op 72 miljoen kwam. MyHeritage had op dat moment 27 miljoen stambomen en 1,5 miljard profielen en was beschikbaar in 40 talen. Naast de overname van Geni haalde MyHeritage ook 25 miljoen dollar binnen in een door Bessemer Venture Partners geleide financieringsronde.

### 2013–heden: partnerschappen, verdere groei en daarna
MyHeritage is in 2013 een strategisch samenwerkingsverband aangegaan, waardoor de gebruikers van FamilySearch technologieën van MyHeritage kunnen gebruiken om gemakkelijker naar hun voorouders te zoeken. Ten tijde van deze overeenkomst telde MyHeritage 75 miljoen geregistreerde gebruikers en 1,6 miljard profielen. Het bedrijf kreeg bovendien toegang tot alle volkstellinggegevens van de VS voor de periode 1790 tot 1940. MyHeritage startte in april 2013 Family Tree Builder 7.0, met nieuwe functies zoals synchronisatie, Unicode en Record Matches. MyHeritage introduceerde bovendien de webfunctie Record Detective, die automatisch historische records koppelt.
In 2014 kondigde MyHeritage partnerschappen en samenwerkingsverbanden met tal van bedrijven en instanties aan. In februari 2014 ging het bedrijf een samenwerkingsverband aan met BillionGraves om wereldwijd graven en begraafplaatsen te digitaliseren en te documenteren. In oktober 2014 ging het bedrijf een partnerschap aan met EBSCO Information Services, waardoor educatieve instellingen (bibliotheken, universiteiten etc.) gratis toegang hebben tot de database met historische gegevens van MyHeritage. In december 2014 is MyHeritage een overeenkomst met de Deense rijksarchiefdienst aangegaan om hun volkstellinggegevens en parochieregisters van 1646 tot 1930 te indexeren (ongeveer 120 miljoen records in totaal). 2014 was ook het jaar dat de database van het bedrijf meer dan 5 miljard historische records ging bevatten en Instant Discoveries werd gestart, een functie waarmee leden volledige familietakken direct aan hun stamboom kunnen toevoegen.
In 2015 bereikte MyHeritage 6,3 miljard historische gegevens, 80 miljoen geregistreerde gebruikers en was het platform beschikbaar in 42 talen. Daarnaast werd de technologie Global Name Translation geïntroduceerd, die voor de vertaling tussen namen in verschillende talen zorgt en het zoeken naar voorouders efficiënter maakt.
In maart 2016 hebben medewerkers van MyHeritage de familiegeschiedenissen vastgelegd van mensen uit afgelegen volksstammen in de hooglanden van Papoea-Nieuw-Guinea. In november 2016 werd de MyHeritage DNA test service gestart.
In augustus 2017 verwierf het bedrijf Millennia Corp. en daarmee de Legacy Family Tree software en -webinars.
In 2018 kondigde het bedrijf aan dat het in 2019 het Eurovisiesongfestival zal sponsoren. Ook werd bekendgemaakt dat MyHeritage in oktober 2018 over meer dan 9 miljard historische gegevens beschikte. In hetzelfde jaar ontving Chief Science Officer Yaniv Erlich veel aandacht in de media naar aanleiding van de stamboom van 13 miljoen personen die hij met behulp van gegevens van Geni.com had gemaakt.
In april 2019 veranderde MyHeritage de autosomale DNA-microarray-chip van Infinium OmniExpress-chip in de Infinium GSA-chip, met 642.824 markers.
In 2020 introduceerde MyHeritage twee baanbrekende fotofuncties: MyHeritage In Color, een tool voor het automatisch inkleuren van zwart-witfoto's, waarvan wordt beweerd dat deze de beste in de branche is, en de Photo Enhancer, een tool die foto's verbetert en wazige gezichten scherp in beeld brengt met deep learning-technologie.

## Beveiligingsincidenten
In juni 2018 werd aangekondigd dat MyHeritage een inbreuk op de beveiliging had meegemaakt waarbij de gegevens van meer dan 92 miljoen gebruikers waren gelekt. Volgens het bedrijf vond de inbreuk plaats op 26 oktober 2017. Door het lek konden de e-mailadressen en verborgen wachtwoorden van de gebruikers in gevaar komen. MyHeritage verklaarde dat informatie over stambomen, DNA-profielen en creditcardinformatie op een apart systeem wordt opgeslagen en geen deel uitmaakte van het lek. Het bedrijf bracht klanten op de hoogte op de dag dat het de inbreuk ontdekte en implementeerde een tweefactorauthenticatie met ondersteuning voor tekst- of app-authenticator als extra beveiligingsmaatregel. In februari 2019 werd gestolen informatie op meerdere darkwebsites te koop aangeboden, waardoor het onderwerp breder werd. Tegelijk verschenen verschillende andere gecompromitteerde websites op dezelfde darkweb-markt.

## Producten en diensten
De producten en diensten van MyHeritage worden op het web, voor mobiel en als downloadbare software aangeboden. De website van het bedrijf, MyHeritage.nl, werkt volgens een freemium-bedrijfsmodel. Gebruikers kunnen zich gratis inschrijven, stambomen maken en naar matches zoeken. De website zal uittreksels van historische akten en kranten of andere stambomen weergeven maar voor de volledige versies van het materiaal of om familiebanden te bevestigen is een betaald abonnement vereist. Bovendien kunnen alleen betalende gebruikers contact met andere leden opnemen.
MyHeritage bezit  sinds 2015 een onlinedatabase van meer dan 6,3 miljard historische gegevens, waaronder geboorte-, huwelijks- en overlijdensaktes en volkstelling-, dienstplicht- en immigratiegegevens, en een omvangrijk krantenarchief. In 2020 is het aantal historische gegevens gestegen naar 12,5 miljard. Met de functie SuperSearch kunnen de gebruikers op de site de volledige catalogus met historische gegevens doorzoeken naar informatie over mogelijke familieleden. Bovendien kunnen ze foto's voor hun stambomen uploaden. De mobiele app van MyHeritage is beschikbaar voor iOS- en Android-apparaten en biedt een reeks aan soortgelijke functies, zoals stambomen bekijken en bewerken, historische databases doorzoeken en foto's maken en delen.

### Matchingtechnologieën
MyHeritage gebruikt verschillende matchingtechnologieën voor het onderzoek naar de familiegeschiedenis, waaronder Smart Matching, Record Matching, Record Detective, Instant Discoveries, Global Name Translation en Search Connect. Smart Matching wordt gebruikt om de stamboom van een gebruiker te vergelijken met de stambomen van alle andere gebruikers. Hierdoor kunnen de leden gebruikmaken van informatie over hun families, afkomstig van andere, mogelijk verwante, gebruikers. Record Matching is vergelijkbaar maar matcht en vergelijkt stambomen met historische gegevens in plaats van met andere stambomen.
Record Detective is een technologie om een historische record op basis van de gegevens aan gerelateerde historische records te koppelen. De technologie gebruikt ook bestaande stambomen om records aan elkaar te koppelen (bijvoorbeeld overlijdens- en huwelijksaktes). De functie Instant Discoveries vergelijkt de stambomen van gebruikers met andere stambomen en gegevens en laat hun direct een schat aan over hun families gevonden gegevens zien in de vorm van een nieuwe familietak die ze aan hun stambomen kunnen toevoegen. Met Global Name Translation kunnen gebruikers in de taal van hun voorkeur naar verwanten zoeken en documenten vinden waarin de naam van een familielid in een andere taal wordt vermeld.
Search Connect werd in juli 2015 aangekondigd en in de maand november van dat jaar geïntroduceerd. De functie indexeert zoekopdrachten, verrijkt met metagegevens als data, plaatsen, familieleden, en geeft die gegevens weer in de resultaten voor soortgelijke zoekopdrachten van anderen. De functie biedt gebruikers die vergelijkbare zoekopdrachten uitvoeren de mogelijkheid om contact met elkaar op te nemen en samen te werken.

### Family Tree Builder
Family Tree Builder is freemium-software die kan worden gedownload. Gebruikers kunnen er stambomen mee maken, foto's uploaden, diagrammen en statistieken bekijken, en nog veel meer.

### MyHeritage DNA
MyHeritage DNA is een in 2016 door MyHeritage gestartte dienst voor het uitvoeren van genetische tests. Er worden DNA-resultaten verkregen met behulp van een testkit waarmee de gebruikers thuis een wangstrijkje afnemen. De resultaten bestaan uit DNA matches en een etniciteitsschatting. In 2018 schonk het bedrijf 5.000 testkits als onderdeel van een initiatief om migrantengezinnen te herenigen die aan de grens tussen de Verenigde Staten en Mexico waren gescheiden. Het bedrijf stelde ook gratis 15.000 DNA-testkits beschikbaar in het kader van DNA Quest, hun initiatief om geadopteerden met hun biologische ouders te herenigen.
In 2016 start MyHeritage een project om kinderen van Jemenitische Joodse immigranten die gedwongen van hun families waren gescheiden, te helpen herenigen met hun biologische familie.
Sinds 2019 zijn er ongeveer 2,5 miljoen MyHeritage DNA-kits verkocht, en zijn daarmee het derde meest populaire genealogische DNA-testbedrijf. In april 2019 heeft MyHeritage de DNA-microarray-chip voor autosomale tests gewijzigd van Infinium OmniExpress naar de Infinium GSA-chip, met 642.824 markers. In april 2019 begon MyHeritage met het vrijgeven van gegevens van een nieuwe DNA-chip. In mei 2019 startte MyHeritage de MyHeritage DNA-gezondheidstest, een test die uitgebreide gezondheidsrapporten levert aan consumenten.

## Andere projecten
Tribal Quest Expedition is een maatschappelijk project van MyHeritage om de familiegeschiedenis van inheemse volken vast te leggen. In een ander project spoort het bedrijf nabestaanden van Holocaustslachtoffers op om geconfisqueerde bezittingen aan de rechtmatige erfgenamen terug te bezorgen.
In 2016 startte MyHeritage een project om kinderen van Jemenitische Joodse immigranten die met geweld van hun familie waren gescheiden, te helpen herenigen met hun biologische familie.
In 2020 start MyHeritage, als onderdeel van de wereldwijde inspanningen om de coronapandemie te bestrijden, het non-profit initiatief om een privaat laboratorium te bouwen voor de verwerking van coronavirus testkits. Het lab werd operationeel vanaf juni en vanaf augustus 2020 verwerkte het 10.000 testen per dag, met plannen om dit volume te verdubbelen in de komende maanden. Het MyHeritage lab droeg significant bij aan de inspanning om de testaantallen in Israël te vergroten tijdens de pandemie.

## Erkenning en prijzen
MyHeritage werd in 2013 door Globes geselecteerd als de meest veelbelovende Israëlische start-up voor 2013–2014. Het bedrijf werd beoordeeld als beste van 4.800 start-ups. Deloitte plaatste MyHeritage in 2013 in de top 10 van snelst groeiende bedrijven in Europa, het Midden-Oosten en Afrika (EMEA) in de lijst Deloitte Fast 500.
Op 18 april 2018 publiceerde de zakenkrant Calcalist een top 50 van de veelbelovende start-ups in Israël, waarin MyHeritage de zesde plaats innam.
In mei 2020 werd de website Tribal Quest van MyHeritage genomineerd voor een Webby Award in de categorie Social Corporate Responsibility, en kreeg een Webby Honoree toegekend in de categorie Best Use of Photography.